# Вишневець (Сербія)
Вишневець (серб. Вишњевац) — село в Сербії, належить до общини Суботиця Північно-Бацького округу в багатоетнічному, автономному краю Воєводина.

## Населення
Населення села становить 645 осіб (2002, перепис), з них:
- серби — 302 — 47,26%;
- мадяри — 224 — 35,05%;
- бунєвці — 41 — 6,41%;

Решту жителів  — з різних етносів, зокрема: чорногорці, румуни, німці і кілька русинів-українців.